# 段末波
段末波（？—325年，此名係根據《魏書》所載，《晉書》則作段末杯，《資治通鑑》作段末柸），中國十六國時期段部鮮卑的首領，遼西公。是段就六眷、段匹磾的堂兄弟，前任首領段涉復辰的堂侄。
312年，段部鮮卑係就六眷在位，末波隨就六眷進攻漢國，與漢國將領石勒戰於襄國（今中國河北省邢台縣），末波素有勇名，卻於此戰為石勒軍所俘，段部鮮卑遂大敗。石勒以末波為人質，雙方和解，而石勒在將送回末波前，與之歡宴，約定情同父子。末波後來在北回遼西的路上，每天向南方遙拜石勒三次，甚至不敢向南边石勒的方向撒尿。
318年，就六眷去世後，因其子尚年幼，涉復辰遂自己宣佈繼位。不久，末波宣稱涉復辰就六眷之弟匹磾將率兵奪位，涉復辰遂發兵拒之。末波因此乘虛襲殺涉復辰，並盡殺其子弟黨羽，自稱單于，不久再稱幽州刺史。其後主要與匹磾對立，相互攻擊。
325年末波去世，其弟段牙繼位。
段末波有子段勤，女儿为慕容垂的第一任妻子，即成昭皇后先段。
| 前任： 堂叔段涉復辰 | 段部鮮卑首領 遼西公 318-325 | 繼任： 弟段牙 |